# Rajac (gmina Negotin)
Rajac (cyr. Рајац) – wieś w Serbii, w okręgu borskim, w gminie Negotin. W 2011 roku liczyła 275 mieszkańców.